# 사운더 (영화)
《사운더》(영어: Sounder)는 미국에서 제작된 마틴 릿 감독의 1972년 드라마 영화이다. 시슬리 타이슨 등이 출연하였고, 로버트 B. 래드니츠 등이 제작에 참여하였다.

## 출연
- 시슬리 타이슨
- 폴 윈필드
- 케빈 훅스
- 카먼 매슈스
- 타지 마할
- 제임스 베스트
- 에릭 훅스
- 이본 저렐
- 재닛 매클라클런
- 실비아 "쿠움바" 윌리엄스
- 테드 에어하트

## 기타 제작진
- 배역: 조 스컬리
- 의상: 네드라 로즈먼드와트